# Gran Logia Nacional de Colombia
La Gran Logia Nacional de Colombia es uno de los ocho cuerpos francmasónicos regulares con jurisdicción en Colombia junto a la Gran Logia de Colombia con sede en Bogotá, la Serenisima Gran Log.·. Nacional de Colombia con sede en Cartagena de Indias, la Gran Log.·. Benjamín Herrera con sede en Santa Marta, la Gran Log.·. de Los Andes con sede en Bucaramanga, la Gran Log.·. Oriental de Colombia con sede en Cúcuta, la Gran Log.·. Occidental de Colombia con sede en Cali.y la Gran Logia de Córdoba con sede en Montería. 
La Gran Logia Nacional de Colombia fue fundada en 1918, con sede en Barranquilla y es la Gran Logia más antigua de Colombia. Pertenece a la Confederación Masónica Colombiana (CMC), a la Confederación Masónica Interamericana (CMI), y a la conferencia Mundial de Grandes Logias Regulares.

## Historia

### El Supremo Consejo Neogranadino del grado 33°
Cuando en 1830 se disuelve la Gran Colombia, las logias que habían estado bajo obediencia del Gran Oriente de Caracas resolvieron crear un Supremo Consejo de Grandes Inspectores Generales del Grado 33.º. Dicho Supremo Consejo se estableció en la ciudad de Cartagena de Indias el 18 de junio de 1833 bajo el nombre de Consejo Supremo Neogranadino, con carta patente del Gran Oriente de Francia.
Para aquella época, existía en Cartagena de Indias la Respetable Logia Beneficencia, que se había fundado en el año de 1824. Debido a que Simón Bolívar, entonces presidente de Colombia, decretara la clausura de todas las "sociedades secretas" (incluyendo las logias masónicas) (1828), la Respetable Logia Beneficencia cesó actividades. En el año 1833, el Supremo Consejo Neogranadino del grado 33° le otorgó carta patente a la Respetable Logia Hospitalidad Granadina No.1 y posteriormente tuvo bajo su obediencia y jurisdicción a las logias de México, Perú, Costa Rica, Panamá y las Antillas.

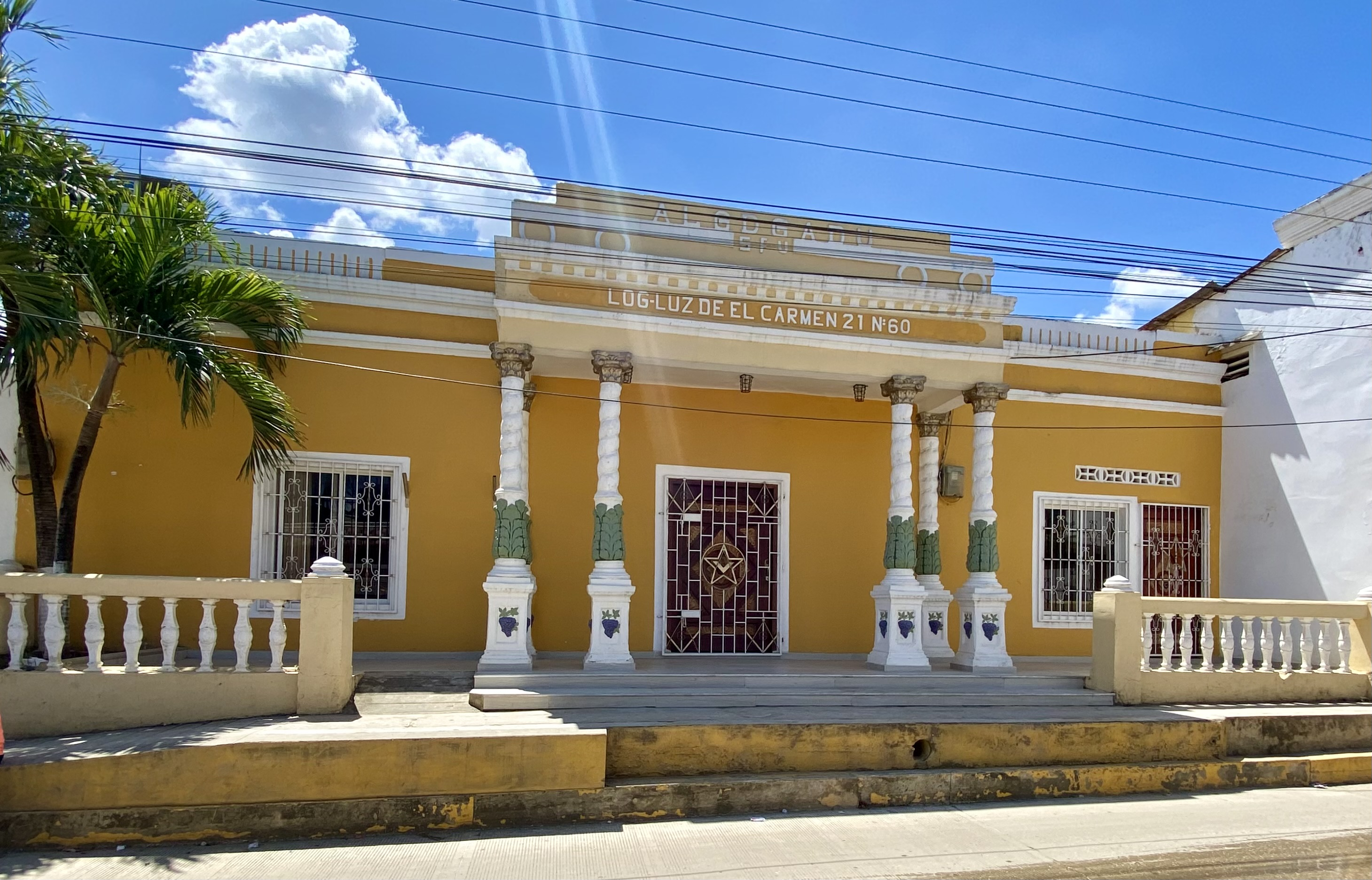
Luz del Carmen N.º 21 de El Carmen de Bolívar

Supremo Consejo Neogranadino del Grado 33° para 1864
1. Hospitalidad Granadina N.º 1 de Cartagena .
2. Unión N.º 9 de Cartagena.
3. Fraternidad Bogotana N.º 16 de Bogotá.
4. Filantropía N.º 4 de Riohacha.
5. Luz del Tolima N°17 de Ambalema.
6. Unión Fraternidad N.º 20 de México.
7. Luz del Carmen N.º 21 de El Carmen de Bolívar.
8. Estrella del Atlántico N°23 de Santa Marta.
9. El Siglo XIX N.º 24 de Barranquilla.
10. Manzanillo N.º 25 de Colón (Panamá).
11. Caridad N°26 de San José (Costa Rica).
12. Unión Momposina de Mompox.

Para la época, existía en Bogotá otro organismo del Grado 33°, denominado Consejo Central Colombiano que aglutinaba Logias del interior del país, también bajo su dependencia.
A principios de este siglo la Masonería barranquillera acariciaba la idea de fundar una Gran Logia y fue así como en el año de 1911 la oportunidad fue aprovechada para ponerla sobre el tapete, con ocasión de la convocatoria que hizo el Supremo Consejo Neo Granadino del Grado 33, a una Asamblea de todas las Cámaras en la ciudad de Cartagena, según lo dispuso en un acto legislativo de dicho año. A pesar de que esa convocatoria se hizo en tiempo angustioso, lo que dificultaba el traslado a esa ciudad de todos los representantes de las Cámaras y Talleres, esa Asamblea logró expedir un Acuerdo solicitando al Supremo Consejo la organización Masónica bajo el imperio de Grandes Logias que se estableciese en el país.

### El Acuerdo de 1911
Dicho Acuerdo fue rechazado por una comisión creada para su investigación en su informe el día 28 de noviembre de 1911, alegando que las funciones legislativas corresponden siempre al Supremo Consejo. Luego en 1915, como aparente reacción hacia un manifiesto hecho por la Respetable Logia El Siglo XIX n.º 24 de Barranquilla, El Supremo Consejo dictó el Acto Legislativo No.3 el cual autorizaba la creación de Grandes Logias, pero bajo legislación del Supremo Consejo, como medida para impedir que las ideas expresadas en el manifiesto tuviesen mayor acogida.
Ese Acto Legislativo nunca satisfizo las aspiraciones de las Logias Simbólicas. La Respetable Logia Propagadores de la Luz N°53 de Bogotá, realizó un estudio sobre el citado Acto Legislativo N.º 3 y concluyó solicitando una reforma de él, de la manera más atenta y conciliadora, sin lograr ser atendidos. Esto dio lugar para que el 29 de mayo de 1916, esa logia, aprobara una resolución que invitaba a que, si dos o más de ellos hallan conveniente darle su aprobación al proyecto en referencia, se unan a La Respetable Logia Propagadores de la Luz N°53 de Bogotá para forma una Gran Logia simbólica.
Esta resolución desató la ira del Supremo Consejo, el cual telegrafió a todas las logias del país declarando a La Respetable Logia Propagadores de la Luz N°53 de Bogotá en rebeldía.

### Nace la Gran Logia
El 20 de julio de 1916, la Respetable Logia El Siglo XIX n.º 24, convoca a una asamblea, donde invita a representantes de todas las logias simbólicas del país, con el fin de firmar y aprobar una resolución que sentara las bases para la creación de Grandes Logias simbólicas en el país, destacando el artículo No.1 de dicha resolución como el más importante de todos:
Las Grandes Logias Simbólicas que se establecerán son la autoridad suprema para el régimen y gobierno de todas las Logias Simbólicas de Colombia, ya establecidas o que en lo sucesivo se establezcan.
Dicho acto fue declarado como rebelión por El Supremo Consejo Neogranadino del Grado 33°
El 18 de junio de 1917, la Respetable Logia El Siglo XIX n.º 24, aprueba una resolución en donde se sustrae definitivamente de la obediencia del Supremo Consejo Neogranadino del Grado 33° de la ciudad de Cartagena de Indias. Cumplida esta Resolución, un número suficiente de HH.·. de la R.·. L.·. El Siglo XIX N.º 24 pidieron carta de quite para fundar dos nuevas Logias, las cuales solicitaron Carta Patente al Supremo Consejo Central de Bogotá, habiéndolas obtenido con los nombres de Triple Alianza N.º 15 y Estrella del Caribe N.º 16.
Estas tres Logias, junto con la R.·. L.·. Libertad N.º 54, del Or.·. de Calamar, fundaron por derecho propio, la primera Gran Logia del país, denominada GRAN LOGIA PROVINCIAL DEL ATLÁNTICO, el día 19 de julio de 1917. Esta Gran Logia, la primera que se constituye sin la autorización de un Supremo Consejo, le cambió la numeración a las tres Logias de Barranquilla, quedando así: El Siglo XIX N.º 24-1, Triple Alianza N.º 2 y Estrella del Caribe N.º 3.
El 24 de enero de 1918, la Gran Logia Provincial del Atlántico, con el nombre de MUY RESPETABLE GRAN LOGIA NACIONAL DE COLOMBIA, asumió la dirección del Simbolismo en la República de Colombia, invitando a todas las Logias establecidas en el país a que vengan a ingresar a la Muy Respetable Gran Logia Nacional de Colombia, contribuyendo así al implantamiento del sistema masónico de gobierno propio, como reza en su Carta Constitutiva.
Hoy en día La Gran Logia Nacional de Colombia con sede en Barranquilla, cuenta con el reconocimiento de la Gran Logia Unida de Inglaterra considerada como la Gran Logia "Madre" y primera Gran Logia fundada en 1717, también recibe el reconocimiento de las potencias masónicas colombianas como la Gran Logia de Colombia con sede en Bogotá Archivado el 5 de diciembre de 2021 en Wayback Machine., la Serenísima Gran Logia de Cartagena, la Gran Logia Occidental de Colombia con sede en Cali, la Gran Logia Oriental de Colombia con sede en Cúcuta, la Gran Logia de los Andes con sede en Bucaramanga Archivado el 21 de noviembre de 2018 en Wayback Machine., la Gran Logia de Estados Unidos y las principales Grandes Logias de Hispanoamérica y Europa.

## Logias Simbólicas Jurisdiccionadas
1. R.·. L.·. El Siglo XIX n.º 24-1
2. R.·. L.·. Triple Alianza n.º 2
3. R.·. L.·. Estrella del Caribe n.º 3
4. R.·. L.·. Carib Lodge n.º 15
5. R.·. L.·. Libertad n.º 6
6. R.·. L.·. Atlántico n.º 8
7. R.·. L.·. Barranquilla n.º 1-8
8. R.·. L.·. Templarios de Oriente n.º 25

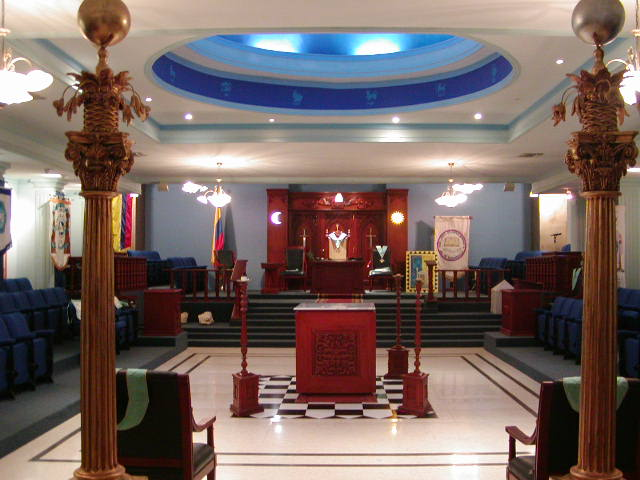
Interior del Templo Mayor

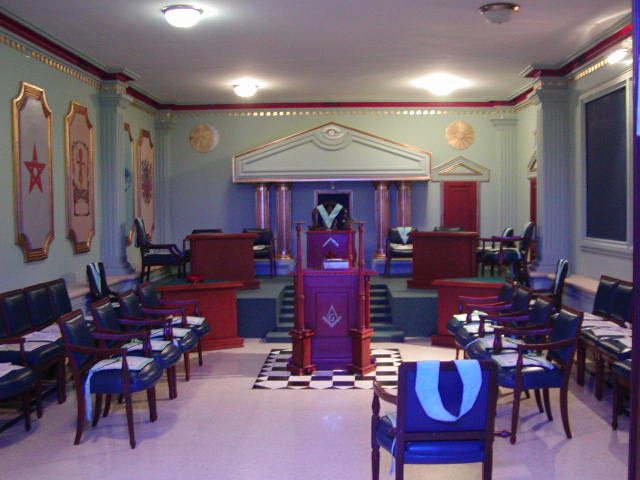
Interior del Templo Republicano

9. R.·. L.·. Bolivariana n.º 28

## Sede Principal en Barranquilla
La Muy Respetable Gran Logia Nacional de Colombia con sede en Barranquilla, cuenta con tres templos en un sede principal, más varios salones de eventos acondicionables para conferencias o banquetes, biblioteca, y Terraza Tropical, aparte de las oficinas administrativas y servicios varios.

### Templos
1. Templo Mayor
2. Templo Egipcio
3. Templo Republicano
4. Templo Gótico

## Regularidad Masónica
La Gran Logia Nacional de Colombia con sede en Barranquilla se ha destacado por ser un cuerpo defensor de la regularidad Masónica, lo cual le ha permitido un gran desarrollo dentro de su membresía convirtiéndose en una real alternativa en el concierto de la masonería Colombiana.